# Teresa Frassinetti
Teresa Frassinetti (Genova, 24 dicembre 1985) è un'ex pallanuotista e dirigente sportiva italiana, vicepresidente della Federazione Italiana Nuoto dal 2016.

## Biografia
Genovese di nascita ma recchese di estrazione, Teresa Frassinetti è pronipote di Agostino Frassinetti, olimpionico nel nuoto ad Anversa 1920 e a Parigi 1924.
Dopo aver provato, in giovane età, con il nuoto sincronizzato, si formò sportivamente nelle giovanili del Camogli seguita dal tecnico Luigi Revello.
Venne poi notata dalla Fiorentina, che nel 2004 la prese con sé. Nel 2005 la formazione biancoviola acquisì il titolo sportivo del Certaldo, militante in Serie A1, disputando così la massima categoria sotto la guida di Marco Mancini. Frassinetti con la squadra di Firenze nel 2006 gioca la finale scudetto e nel 2007, agli ordini di Gianni De Magistris, vince sia la Champions Cup sia il titolo italiano, nonché la Supercoppa LEN.
Nel 2010 si trasferisce a Rapallo dove, nonostante rimanga una sola stagione, contribuisce alla vittoria della formazione ligure in Coppa LEN. Poi, insieme a gran parte delle compagne, si trasferisce alla Pro Recco. In biancoceleste aggiunge al suo palmarès il secondo scudetto, la seconda Champions Cup e la seconda Supercoppa LEN.
Causa lo scioglimento della squadra di Recco ritorna nella stagione 2012-2013 al Rapallo Nuoto. Il 9 settembre 2014 il direttivo della Rari Nantes Bogliasco annuncia il suo passaggio a tale società a partire dalla stagione 2014-2015.
Ha fatto parte del Setterosa, la nazionale di pallanuoto italiana femminile, dal 2005 al 2017.
Eletta alla vicepresidenza della Federnuoto nel 2016, il 19 maggio 2017 ha annunciato il suo ritiro per dedicarsi alla vita privata e alla dirigenza sportiva.

## Palmarès

### Club
- Campionato italiano: 3

Fiorentina: 2006-07
Pro Recco: 2011-12
Rapallo: 2012-13
- LEN Champions Cup: 2

Fiorentina: 2006-07
Pro Recco: 2011-12
- Coppe LEN: 1

Rapallo: 2010-11
- Supercoppa LEN: 2

Fiorentina: 2007
Pro Recco: 2011
- Coppe Italia: 1

Rapallo: 2013-14
Bogliasco: 2015-16

### Nazionale
- Olimpiadi

Rio de Janeiro 2016: 
- Mondiali

Kazan' 2015: 
- Coppa del Mondo

Tianjin 2006: 
- World League

Cosenza 2006: 
Tianjin 2011: 
Kunshan 2014: 
- Europei

Belgrado 2006: 
Eindhoven 2012: 
Belgrado 2016: 